# The Voice Česko Slovensko
The Voice Česko Slovensko (dříve Hlas Česko Slovenska) je česko-slovenská pěvecká soutěž vysílaná na kanálech TV Nova a TV Markíza odvozená z originálu The Voice of Holland. Koncept soutěže spočívá ve vyhledávání pěveckých talentů (od druhé řady i duetů) starších 16 let na veřejných castinzích. Vítěz je později určen na základě diváckého hlasování pomocí SMS zpráv, který získá finanční odměnu a možnost nahrát vlastní album. Dosavadními vítězi jsou Ivanna Bagová a Lenka Hrůzová.
Hlas se poprvé divákům představil 12. února 2012, kdy ho průměrně sledovalo 1,119 milionů diváků. V soutěži si koučové vybírají soutěžící do svých týmu pouze podle jejich hlasu, ti poté mezi sebou soupeří. Nesoutěží však jen soutěžící, ale i koučové, jelikož právě daný kouč chce být tím, co ukáže Hlas. Prvními kouči byli Dara Rolins, Michal David, Josef Vojtek a Rytmus. Show moderovali Leoš Mareš a Tina.
Dne 19. listopadu 2013 bylo oznámeno, že se Hlas vrátí i ve druhé řadě, která se začala vysílat 5. března 2014 a skončila 18. června 2014 vítězstvím Lenky Hrůzové. Nově se také místo nedělí vysílal ve středu.
TV Nova 15. června 2018 na svých facebookových stránkách zveřejnila, že se chystá třetí řada, tentokrát ale s poangličtěným názvem The Voice Česko Slovensko. Zároveň byly vyhlášeny castingy do nové řady. Součástí poroty byli Josef Vojtek, Jana Kirschner, Kali a Vojtěch Dyk, show moderovaly Tereza Kerndlová a Mária Čírová.

## Koncept
První informace o vzniku česko-slovenské verze nizozemské pěvecké soutěže The Voice přišli na konci srpna roku 2011. TV Nova si registrovala několik možných názvů, případně pouze i pro českou verzi. Výherce soutěže získává finanční odměnu 100 000 euro (sezóna 1), 80 000 euro (sezóna 2) a exkluzivní smlouvu s Universal Music. Ve druhé sezóně také zájezd do Egypta od cestovní kanceláře Blue Style.

## Formát a proces výběru
Každý ročník začíná „výběry naslepo,“ kde si koučové sestavují svůj tým zpěváků (14 v prvním ročníků, 12 v druhém, 12-13 ve třetím), se kterým budou pracovat během soutěže. Kouč je při vystupování v křesle otočený k soutěžícímu zády, pokud se koučovi vystoupení líbí, stlačí tlačítko „chci tě“ a křeslo se hned otočí čelem k soutěžícímu se svítícím nápisem chci tě. Po dozpívání je soutěžící přiřazen automaticky do týmu kouče, který si ho vybral. Pokud se otočilo více koučů, vybere si zpívající sám, do jakého týmu půjde.
Další částí soutěže jsou „souboje.“ Každý kouč utvoří ve svém týmu dvojice, které se spolu utkají v souboji a zazpívají jednu společnou píseň. Kouč se poté rozhodne koho si ponechá ve svém týmu. V prvním ročníku si koučové přizvali na pomoc svého mentora, který jim pomáhal v rozhodování (Linda Finková, Vašo Patejdl, Tonya Graves a Tomi Popovič). Od druhého ročníku byl zaveden nový prvek krádež, kdy si mohl vyřazeného soutěžícího vzít do týmu jiný kouč a zachránit ho tak před vypadnutím. Ve třetí řadě došlo k soubojům až po K.O. fázi, koučové s lichým počtem soutěžících v týmu vytvořili jednu trojici, ze které rovněž mohl postoupit pouze jeden zpěvák. Krádeže v této fázi nebyly možné.
Součástí druhé a třetí řady byla „K.O.“ fáze. Ve druhé řadě soutěžící z týmů byli opět rozděleni do dvojic, ale každý zpíval individuálně svojí píseň. Kouč se poté rozhodl, koho pošle dál a kdo v soutěži skončí. Ve třetí řadě byla každá epizoda věnována jednomu koučovi a soutěžící zpívali písně, které si vybrali. Kouč následně rozhodl, zda zpěvák postoupí nebo v soutěži skončí. Novinkou poté byla zóna ohrožení, do které kouč poslal ty soutěžící, o jejichž osudu ještě nebyl rozhodnut. Pouze tyto vybrané zpěváky si mohli ukradnout ostatní koučové.
Poslední fází soutěže jsou živé přenosy, soutěžící zpívají každý týden jiné písně, a co týden opouští soutěž nějaký soutěžící, dokud se nedojde k vyhlášení vítěze soutěže. O jejich osudu rozhodují diváci pomocí SMS hlasů. Soutěž opouští soutěžící s nejmenším počtem hlasů z každého týmu. V prvním ročníku byl každý týden věnován pouze dvěma týmům zvlášť, takže po 14 dnech opustil soutěž vždy jeden soutěžící z každého týmu. Čtrnáct dní před finálem vystupovali každý týden soutěžící z každého týmu. O postupu do finále postoupil soutěžící s největším počtem bodů, které mohl získat podle počtu hlasů a bodů od kouče. V každém týmu byl počet hlasů od diváků převeden na procenta, a ty poté na body, k nim se přičetly body od kouče, který jich měl celkem 100 a měl je rozdělit mezi dva soutěžící ze svého týmu. V druhém ročníku již tento princip využit nebyl, čtyři týmy vystupovaly každý týden a o jejich postupu rozhodovali pouze diváci.

## Koučové a moderátoři
Michal David byl prvním koučem, který podepsal s televizemi smlouvu. Pokračovali Josef Vojtek, hlavní zpěvák skupiny Kabát, a slovenská zpěvačka Dara Rolins. Posledním oznámeným koučem byl slovenský rapper Patrik Vrbovský alias Rytmus. V možnost upadali také Vojtěch Dyk, Helena Vondráčková či Miro Žbirka. Dne 28. prosince 2011 bylo oficiálně potvrzené složení koučů pro první ročník Hlasu Česko Slovenska: Dara Rolins, Michal David, Josef Vojtek a Rytmus.
Při přípravách druhé řady Hlasu byl oznámen návrat Pepy Vojtka, Michala Davida a naposled i Dary Rolins. Novými kouči byli oznámeni dcera Petra Jandy Marta Jandová a slovenský rapper Majk Spirit. Celkový počet koučů tedy došel na číslo pět. Následně na to však bylo oznámeno, že Rolins a Jandová v soutěži usednou do dvojkřesla, které již využili v jiných zemích, kde se The Voice vysílal.
Pro třetí řadu zůstal na svém místě pouze Josef Vojtek, ostatní koučové se do křesel posadili poprvé. Čtveřici tak kromě něho tvořili Vojtěch Dyk, Kali a Jana Kirscher.
| Kouč           | Řady | Řady | Řady |
| Kouč           | 1    | 2    | 3    |
| -------------- | ---- | ---- | ---- |
| Michal David   |      |      |      |
| Josef Vojtek   |      |      |      |
| Dara Rolins    |      |      |      |
| Rytmus         |      |      |      |
| Majk Spirit    |      |      |      |
| Marta Jandová  |      |      |      |
| Vojtěch Dyk    |      |      |      |
| Kali           |      |      |      |
| Jana Kirschner |      |      |      |

Moderátory Hlasu byli v prvním ročníků osvědčená dvojice z druhé řady Česko Slovenské SuperStar Leoš Mareš a slovenská zpěvačka Tina, kteří se vrátili i v druhé řadě. Třetí řadu moderovaly Tereza Kerndlová a Mária ČÍrová.
  Hlavní moderátor
  Backstage (zákulisní) moderátor
| Moderátor        | Řady | Řady | Řady |
| Moderátor        | 1    | 2    | 3    |
| ---------------- | ---- | ---- | ---- |
| Leoš Mareš       |      |      |      |
| Tina             |      |      |      |
| Tereza Kerndlová |      |      |      |
| Mária Čírová     |      |      |      |
| Sharlota         |      |      |      |
| Matúš Krnčok     |      |      |      |

## Finalisté koučů
V první řadě pomáhali koučům při soubojích v rozhodování speciálně pozvaní mentoři: Vojtkovi Linda Finková, Rolins Tonya Graves, Davidovi Vašo Patejdl a Rytmusovi Tomi Popovič. Od druhé řady tato možnost nebyla využita.
| Řada | Pepa Vojtek                                                                                          | Michal David                                                                                    | Dara Rolins                                                                                  | Rytmus                                                                                        |
| ---- | --- | ----------------------------------------------------------------------------------------------- | -------------------------------------------------------------------------------------------- | --------------------------------------------------------------------------------------------- |
| 1    | Markéta Poulíčková Barbora Švidraňová Daniel Mrózek Kristína Zakuciová Jakub Pohle Veronika Vrublová | Ivanna Bagová Brunno Oravec Kateřina Petráňová Petr Kutheil David Weingartner Alžběta Pažoutová | Miloš Novotný Zuzana Mikulcová Dominika Šuľáková Katarína Demská Simona Hégerová David Bisek | Anna Veselovská Juraj Zaujec Nikoleta Spalasová Kristýna Daňhelová Adam Koubek Michal Chrenko |
| 2    | Michal David                                                                                         | Pepa Vojtek                                                                                     | Dara Rolins a Marta Jandová                                                                  | Majk Spirit                                                                                   |
| 2    | Vendula Příhodová Zolo Lebo Andrea Janczarová Martin Kujan                                           | Lenka Hrůzová Simona Gážiková Viktor Holomek Edita Třísková                                     | Andrea Holá Eliška Mrázová Jana Rybníčková Marek Relich                                      | Martin Císar Martin & Blanka Kristína Mihaľová Veronika Strapková                             |
| 3    | Pepa Vojtek                                                                                          | Jana Kirschner                                                                                  | Kali                                                                                         | Vojtěch Dyk                                                                                   |
| 3    | Jakub Moulis Aleksandra Nová Adriana Bessogonov                                                      | Peter Juhás Michaela Husárová Valentína Vlková                                                  | Annamária D’Almeida Diana Kalashová Kristián Révay                                           | Dominik Hanza Markéta Chladová Eliška Urbanová                                                |

## Přehled řad
Michal
  Pepa
  Dara
  Rytmus
  Dara a Marta
  Majk
  Jana
  Kali
  Vojtěch
| Řada | Premiéra       | Finále          | Vítěz               | Druhé místo       | Ostatní finalisté  | Ostatní finalisté | Vítězný kouč | Moderátor                     | Panel koučů | Panel koučů | Panel koučů  | Panel koučů |
| Řada | Premiéra       | Finále          | Vítěz               | Druhé místo       | Ostatní finalisté  | Ostatní finalisté | Vítězný kouč | Moderátor                     | 1           | 2           | 3            | 4           |
| ---- | -------------- | --------------- | ------------------- | ----------------- | ------------------ | ----------------- | ------------ | ----------------------------- | ----------- | ----------- | ------------ | ----------- |
| 1    | 12. února 2012 | 3. června 2012  | Ivanna Bagová       | Anna Veselovská   | Markéta Poulíčková | Miloš Novotný     | Michal       | Leoš Mareš Tina               | Pepa        | Michal      | Dara         | Rytmus      |
| 2    | 5. března 2014 | 18. června 2014 | Lenka Hrůzová       | Vendula Příhodová | Martin Císar       | Andrea Holá       | Pepa         | Leoš Mareš Tina               | Michal      | Pepa        | Dara a Marta | Majk        |
| 3    | 10. února 2019 | 25. května 2019 | Annamária D’Almeida | Jakub Moulis      | Eliška Urbanová    | Peter Juhas       | Kali         | Tereza Kerndlová Mária Čírová | Pepa        | Jana        | Kali         | Vojtěch     |

### Vysílání
| Řada | Díly | Premiéra       | Premiéra        |
| Řada | Díly | První díl      | Poslední díl    |
| ---- | ---- | -------------- | --------------- |
| 1    | 25   | 12. února 2012 | 6. března 2012  |
| 2    | 19   | 5. března 2014 | 18. června 2014 |
| 3    | 16   | 10. února 2019 | 25. května 2019 |

### 1. řada
První ročník soutěže Hlas Česko Slovenska měl premiéru 12. února 2012 a skončil stejného roku 6. června. Kouči byli frontman kapely Kabát Pepa Vojtek, hitmaker Michal David, slovenská zpěvačka Dara Rolins a slovenský rapper Rytmus. Moderátory byli Leoš Mareš a zpěvačka Tina. Castingy se konaly v České i Slovenské republice během prosince 2011. Premiéru Hlasu sledovalo 1,543 milionů diváků a finále 944 tisíc diváků. Prvním Hlasem Česko Slovenska se stala Ivanna Bagová z týmu Michala Davida.

### 2. řada
Druhý ročník začal 5. března 2014 a skončil 18. června 2014. Vysílal se pravidelně ve středečním prime time nikoliv nedělním jako v případě prvního ročníku. Do křesel koučů se vrátili Pepa Vojtek, Michal David a Dara Rolins. Nově se přidali Marta Jandová a slovenský rapper Majk Spirit. Jandová a Rolins spolu zasedli do dvojkřesla a tvořily jeden tým. Moderátoři zůstali stejní: Leoš Mareš a Tina. Castingy se konaly v Praze, Brně, Ostravě, Bratislavě, Košicích a Banské Bystrici. V druhém ročníku se představily nové prvky: krádež, kdy může kouč z jiného týmu zachránit vypadlého soutěžícího při soubojích a K.O., kde se soutěžící utkají v souboji, ale každý zpívá individuálně. Celkově měl druhý ročník pouze čtyři živé přenosy, jelikož se v této části show podobá SuperStar a televize chtěly tyto soutěže od sebe více odlišit. Vítězem se stala Lenka Hrůzová z týmu Pepy Vojtka.

### 3. řada
Třetí ročník byl oznámen v červnu 2018. TV Nova potvrdila změnu názvu, z Hlasu Česko Slovenska se stal The Voice Česko Slovensko. Soutěž odstartovala na obrazovkách televize Nova a Markíza v neděli 10. února 2019. Do porotcovských křesel opět usedl frontman české skupiny Kabát Josef Vojtek, dále také slovenská zpěvačka Jana Kirschner, český zpěvák Vojtěch Dyk a slovenský rapper Kali. Moderování se poprvé nezhostila smíšená dvojice, ale dvě ženy, a to česká zpěvačka Tereza Kerndlová a slovenská zpěvačka Mária Čírová. Vítězem se stala Annamária D’Almeida z Kaliho tým.

## Sledovanost
| Řada | Vysílací čas                                     | Premiéra       | Premiéra            | Finále          | Finále              | TV sezóna |
| Řada | Vysílací čas                                     | Datum          | Diváci (v mil., CZ) | Datum           | Diváci (v mil., CZ) | TV sezóna |
| ---- | ------------------------------------------------ | -------------- | ------------------- | --------------- | ------------------- | --------- |
| 1    | Neděle 20:00 Pondělí 20:00 (rozhodnutí a díl 21) | 12. února 2012 | 1,53                | 10. června 2012 | 0,94                | 2012      |
| 2    | Středa 20:20                                     | 5. března 2014 | 0,80                | 18. června 2014 | 0,59                | 2014      |
| 3    | Neděle 20:20                                     | 10. února 2019 | 0,70                | 25. května 2019 | 0,41                | 2019      |

## Ocenění
Seznam ocenění, které získali soutěžící Hlasu Česko Slovenska:
| Řada | Rok  | Soutěžící      | Ocenění                  | Ref.   |
| ---- | ---- | -------------- | ------------------------ | ------ |
| 2    | 2014 | Eliška Mrázová | Český slavík: Objev roku | [ 33 ] |